# Héctor Salva
Héctor Salvá González (27. november 1939 - 20. november 2015) var en uruguayansk fodboldspiller (midtbane).
Salva spillede 18 kampe og scorede to mål for det uruguayanske landshold. Han var en del af landets trup til VM 1966 i England, og spillede én af uruguayanernes fire kampe i turneringen. På klubplan spillede han flere år hos Montevideo-storklubberne Nacional og Danubio.